# 锡拉勒
锡拉勒（法語：Ciral，法語發音：[siʁal] ⓘ）是法国奥恩省的一个市镇，属于阿朗松区。

## 地理
锡拉勒（48°29'38"N, 0°8'16"W）面积17.99 平方千米，位于法国诺曼底大区奧恩省，该省份为法国西北部内陆省份，北起顺时针与卡爾瓦多斯省、厄尔省、厄尔-卢瓦省、萨尔特省、马耶讷省和芒什省接壤。
与锡拉勒接壤的市镇（或旧市镇、城区）包括：圣马丹德朗德、拉拉塞勒、利涅尔-奥热尔、冈德兰、圣埃利耶莱布瓦、普雷昂帕伊-圣桑松。

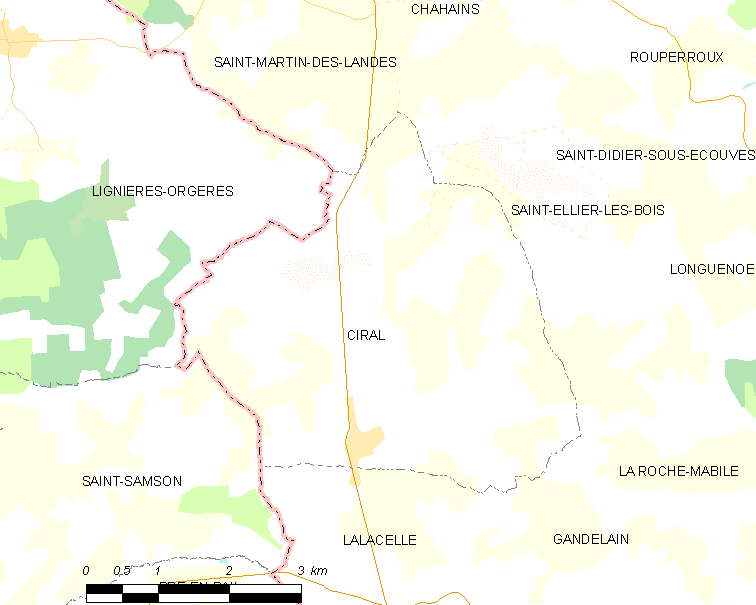
锡拉勒的OSM定位图

锡拉勒的时区为UTC+01:00、UTC+02:00（夏令时）。

## 行政
锡拉勒的邮政编码为61320，INSEE市镇编码为61107。

## 政治
锡拉勒所属的省级选区为马尼勒代塞尔县。

## 人口

1962-2008年间锡拉勒人口变化图示

锡拉勒于2022年1月1日时的人口数量为410人。